# Fu Wenjun
Pour les articles homonymes, voir Wenjun.
Fu Wenjun (chinois : 傅文俊; pinyin : Fù Wénjùn, né en 1955) est un artiste chinois.
Il est membre de l'Association des photographes de Chine (CPA) et de l'Association américaine des photographes professionnels (PPA).
Ses œuvres sont exposées dans de nombreuses grandes galeries à travers le monde, notamment au Grand Palais à Paris, au centre d’exposition Jacob K. Javits à New York, au musée des beaux-arts de Tokyo, et à l'ancien palais d'été à Pékin. Il a développé le style du Digital Pictorial Photography.

## Digital Pictorial Photography
La Digital Pictorial Photography s'éloigne de la fonction d'enregistrement de la photographie connue par le public, et a comme but l'exploration du dialogue de la photographie avec d’autres médias artistiques, comme la peinture chinoise, la peinture à l’huile, l’estampe, la sculpture, , etc., comme résultat d’élargir la limite de l'art de la photographie dans l’âge numérique
.
Présenté à travers le moyen de la photographie, la Digital Pictorial Photography s'est développée sur la base des idées artistiques de la peinture traditionnelle chinoise, l'art conceptuel, l'art pop, le dadaïsme et l'expressionnisme abstrait. Elle crée à travers les techniques comme la post production numérique, l'exposition multiple, elle intègre les caractéristiques visuelles et esthétiques de la peinture chinoise, de la peinture à l'huile, de l'estampe, de la sculpture, , etc.. dans la photographie, dans cette façon afin d’élargir la possibilité de l’art photographique de donner aux spectateurs une expérience visuelle différente.
La digital pictorial photography donne à l’artiste une grande liberté et l’aide à se libérer de la fonction objective d’enregistrement de la photographie, qui, selon l’artiste, représente une limite pour la photographie de se développer comme un art.